# Mina saltadora
Mina saltadora é uma arma tipo mina antipessoal. Uma vez acionadas, normalmente as minas saltadoras explodem no ar, a 1,5 metros do solo. Um exemplo deste tipo de equipamento é a Mina-S, utilizada pela Alemanha na Segunda Guerra Mundial e pelos vietcongs na Guerra do Vietnã.